# Gmina Sremski Karlovci
Gmina Sremski Karlovci (serb. Opština Sremski Karlovci / Општина Сремски Карловци) – gmina w Serbii, w Wojwodinie, w okręgu południowobackim. W 2018 roku liczyła 8376 mieszkańców.